# Steinbusch (Boxberg)
Steinbusch ist ein Wohnplatz auf der Gemarkung des Boxberger Stadtteils Schweigern im Main-Tauber-Kreis im fränkisch geprägten Nordosten Baden-Württembergs.

## Geographie

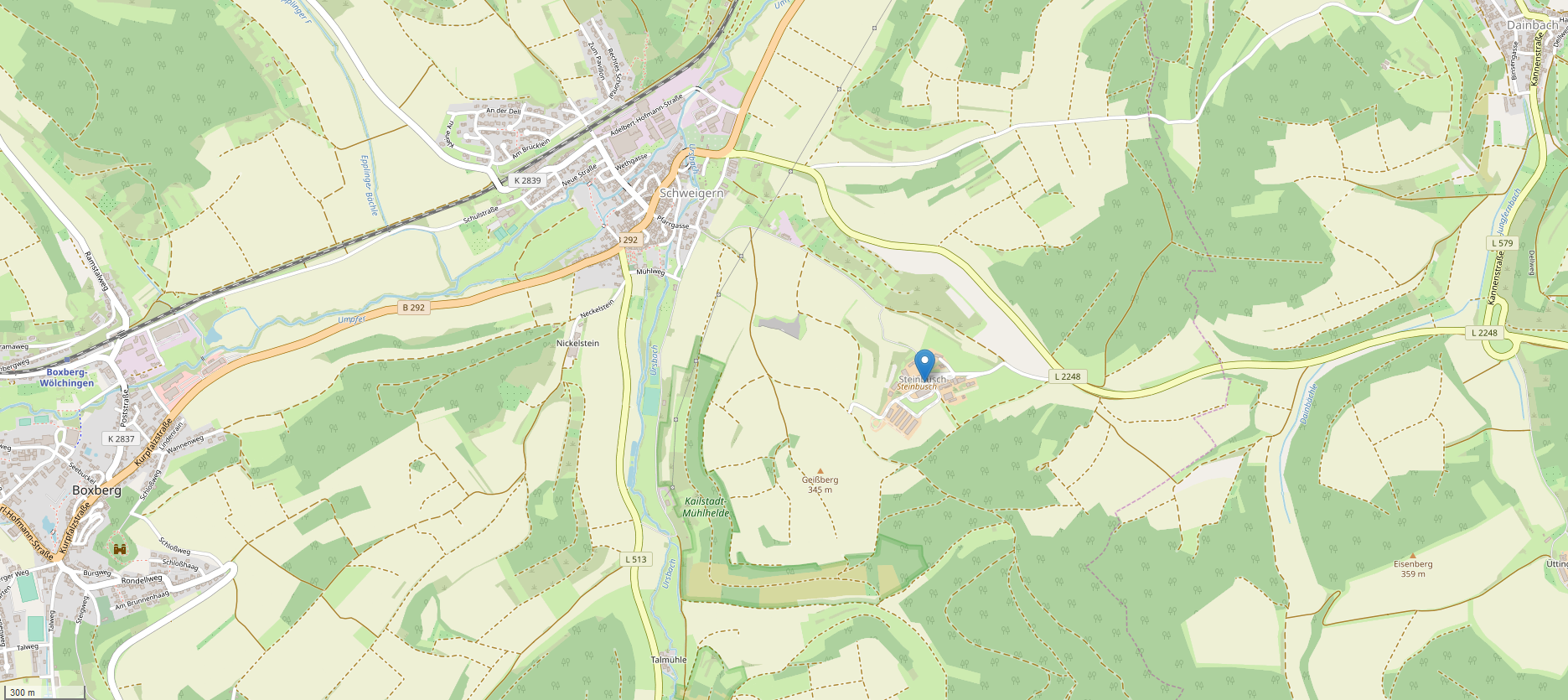
Lage des Wohnplatzes Steinbusch

Der Wohnplatz Steinbusch liegt etwa ein Kilometer südöstlich von Schweigern.

## Geschichte
Der Ort kam als Teil der ehemals selbständigen Gemeinde Schweigern am 1. Dezember 1972 zur Stadt Boxberg.

## Sehenswürdigkeiten
Unweit des Wohnplatzes befindet sich ein in der Neuzeit eingerichteter Kalkofen als eindrucksvolles Beispiel für einen im Gelände ablesbaren ehemals bäuerlich-dörflichen Nebenerwerbsbetrieb der vorindustriellen Zeit. Der Kalkofen wurde nach dem Zweiten Weltkrieg aufgegeben.

## Verkehr
Steinbusch ist über einen von der L 2248 abzweigenden Wirtschaftsweg zu erreichen. Am Wohnplatz befindet sich die gleichnamige Straße Steinbusch.